# Рэйвен Рокетт
Рэйвен Рокетт (англ. Raven Rockette, род. 20 июня 1994, Лос-Анджелес, Калифорния) — американская порноактриса и профессиональный борец женской экстремальной борьбы, лауреатка премии AVN Awards.

## Биография
Родилась в городе Лос-Анджелес в семье латиноамериканцев. Выросла в Лас-Вегасе (Невада). Вошла в порноиндустрию в 2012 году, в возрасте 18 лет. Снималась для таких студий, как Filly Films, Hustler, Sweetheart Video, Elegant Angel, FTV Girls, Digital Desire, ATK Hairy, Vivid, Girlfriends Films, Kink, Kick Ass и Naughty America.
Большей частью снималась в фильмах на лесбийскую тематику, например Angels and Devils, A Girls Tale, A Mother Daughter Thing 3, Hard and Fast o Tribbing To Ecstasy 2 и другие.
Снялась более чем в 90 фильмах.

## Награды и номинации

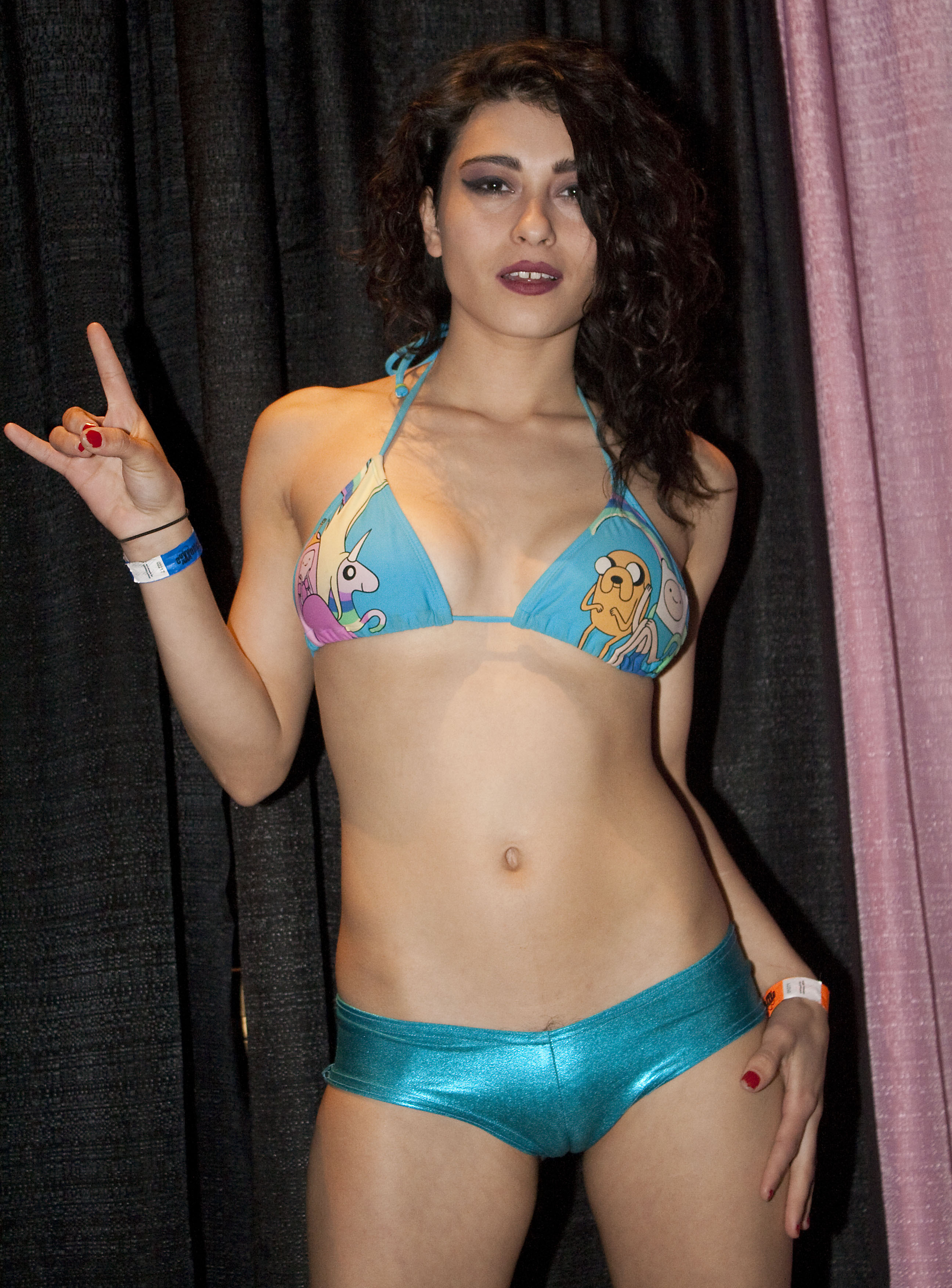
Рокетт на Exxxotica в Атлантик-Сити, 2014 год.

| Год  | Церемония  | Результатультат | Номинация                              | Работа                  |
| ---- | ---------- | --------------- | -------------------------------------- | ----------------------- |
| 2013 | Sex Awards | Номинация       | Самый горячий дебют звезды             | н/д                     |
| 2014 | AVN Awards | Номинация       | Лучшая новая старлетка                 | н/д                     |
| 2014 | AVN Awards | Победа          | Лучшая групповая лесбийская сцена      | Meow! 3                 |
| 2014 | AVN Awards | Номинация       | Лесбийская исполнительница года        | н/д                     |
| 2014 | AVN Awards | Номинация       | Лучшая актриса                         | Gia: Lesbian Supermodel |
| 2015 | AVN Awards | Номинация       | Лесбийская исполнительница года        | н/д                     |
| 2015 | AVN Awards | Номинация       | Премия фанатов: лучшая грудь           | н/д                     |
| 2015 | AVN Awards | Номинация       | Лучшая сцена лесбийского секса         | Lexi Belle Loves Girls  |
| 2015 | XBIZ Award | Номинация       | Лучшая сцена секса в лесбийском фильме | Lexi Belle Loves Girls  |
| 2015 | XBIZ Award | Номинация       | Лесбийская исполнительница года        | н/д                     |
| 2016 | AVN Awards | Номинация       | Лесбийская исполнительница года        | н/д                     |
| 2016 | AVN Awards | Номинация       | Премия фанатов: лучшая грудь           | н/д                     |
| 2017 | AVN Awards | Номинация       | Лучшая групповая лесбийская сцена      | Lezzz Be Roommates      |